# Star Wars: Látomások
A Star Wars: Látomások (eredeti cím: Star Wars: Visions) anime antológiasorozat, amelyet 2021. szeptember 22-e óta sugároz a Disney+. A sorozat kilenc kisfilmből áll, mindegyiket hét különböző japán anime stúdió készítette el: a Kamikaze Douga, a Studio Colorido, a Geno Studio, a Trigger, a Kinema Citrus, a Production I.G és a Science Saru.
A sorozat kilenc részének történetei nem összefüggőek és nem képezik a Kánon részét.
A sorozatot 2020. december 10-én jelentette be Kathleen Kennedy, a Lucasfilm elnöke, a Disney befektetői napon. Akkor 10 kisfilmről volt szó, de végül csak kilenc került fel az internetre. A tizedik történet regény formájában jelent meg 2021. október 12-én. A könyv címe Ronin, története a The Duel című kisfilmmel köthető össze. Magyarországon várhatóan 2022-ben mutatják be.
2023 tavaszán kijön a 2.évad, amiben Japánon kívül más országbeli (Egyesült Királyság, Írország, Spanyolország, Chile, Franciaország, Dél-Afrika és az Egyesült Államok) stúdiók is kiteszik részvételüket.

## Epizódok
| Évad | Évad | Epizódok | Eredeti megjelenés   | Magyar megjelenés |
| ---- | ---- | -------- | -------------------- | ----------------- |
|      | 1.   | 9        | 2021. szeptember 22. | 2022. június 14.  |
|      | 2.   | 9        | 2023. május 4.       | 2023. május 4.    |
|      | 3.   | 9        | 2025. október 29.    | 2025. október 29. |

### 1. évad
| #  | #  | Eredeti cím              | Angol cím         | Magyar cím           | Rendező          | Író                              | Animáció        | Eredeti premier      | Magyar premier   |
| -- | -- | ------------------------ | ----------------- | -------------------- | ---------------- | -------------------------------- | --------------- | -------------------- | ---------------- |
| 1. | 1. | デュエル                 | The Duel          | A párbaj             | Takanobu Mizuno  | Takashi Okazaki                  | Kamikaze Douga  | 2021. szeptember 22. | 2022. június 14. |
| 2. | 2. | タトゥイーン・ラプソディ | Tatooine Rhapsody | Tatooine-i rapszódia | Taku Kimura      | Yasumi Atarashi                  | Studio Colorido | 2021. szeptember 22. | 2022. június 14. |
| 3. | 3. | ツインズ                 | The Twins         | Az ikrek             | Hiroyuki Imaishi | Hiromi Wakabayashi               | Studio Trigger  | 2021. szeptember 22. | 2022. június 14. |
| 4. | 4. | 村の花嫁                 | The Village Bride | A falu menyasszonya  | Hitoshi Haga     | Takahito Oonishi és Hitoshi Haga | Kinema Citrus   | 2021. szeptember 22. | 2022. június 14. |
| 5. | 5. | 九人目のジェダイ         | The Ninth Jedi    | A kilencedik jedi    | Kenji Kamiyama   | Kenji Kamiyama                   | Production I.G  | 2021. szeptember 22. | 2022. június 14. |
| 6. | 6. | T0-B1                    | T0-B1             | T0-B1                | Abel Góngora     | Yuichiro Kido                    | Science SARU    | 2021. szeptember 22. | 2022. június 14. |
| 7. | 7. | エルダー                 | The Elder         | Az öreg              | Masahiko Otsuka  | Masahiko Otsuka                  | Studio Trigger  | 2021. szeptember 22. | 2022. június 14. |
| 8. | 8. | のらうさロップと緋桜お蝶 | Lop and Ochō      | Lop és Ocho          | Yuki Igarashi    | Sayawaka                         | Geno Studio     | 2021. szeptember 22. | 2022. június 14. |
| 9. | 9. | 赤霧                     | Akakiri           | Akakiri              | Eunyoung Choi    | Yuichiro Kido                    | Science SARU    | 2021. szeptember 22. | 2022. június 14. |

### 2. évad
| #   | #  | Eredeti cím              | Magyar cím        | Rendező                        | Író                                                                            | Animáció                                   | Eredeti premier | Magyar premier |
| --- | -- | ------------------------ | ----------------- | ------------------------------ | ------------------------------------------------------------------------------ | ------------------------------------------ | --------------- | -------------- |
| 10. | 1. | Sith                     | Sith              | Rodrigo Blaas                  | Rodrigo Blaas                                                                  | El Guiri (Spanyol)                         | 2023. május 4.  | 2023. május 4. |
| 11. | 2. | Screecher's Reach        | Sikolycsúcs       | Paul Young                     | Will Collins és Jason Tammemägi                                                | Cartoon Saloon (ír)                        | 2023. május 4.  | 2023. május 4. |
| 12. | 3. | In the Stars             | A csillagokban    | Gabriel Osorio                 | Gabriel Osorio, Antonia Herrera és Francisco Ortega                            | Punkrobot (chilei)                         | 2023. május 4.  | 2023. május 4. |
| 13. | 4. | I Am Your Mother         | Az anyád vagyok   | Magdalena Osinska              | Történet: Magdalena Osinska Forgatókönyv: Holly Walsh és Barunka O'Shaughnessy | Aardman (brit)                             | 2023. május 4.  | 2023. május 4. |
| 14. | 5. | Journey to the Dark Head | Út a sötét fejhez | Park Hyeong Geun               | Chung Se Rang                                                                  | Studio Mir (koreai)                        | 2023. május 4.  | 2023. május 4. |
| 15. | 6. | The Spy Dancer           | A táncos kém      | Julien Chheng                  | Julien Chheng és Gabrielle D'Andrimont                                         | Studio La Cachette (francia)               | 2023. május 4.  | 2023. május 4. |
| 16. | 7. | The Bandits of Golak     | A golaki banditák | Ishan Shukla                   | Ishan Shukla                                                                   | 88 Pictures (indiai)                       | 2023. május 4.  | 2023. május 4. |
| 17. | 8. | The Pit                  | A verem           | LeAndre Thomas & Justin Ridge  | LeAndre Thomas                                                                 | D'Art Shtajio (japán-amerikai) & Lucasfilm | 2023. május 4.  | 2023. május 4. |
| 18. | 9. | Aau's Song               | Aau dala          | Daniel Clarke és Nadia Darries | Daniel Clarke, Nadia Darries és Julia Smuts Louw                               | Triggerfish (dél-afrikai)                  | 2023. május 4.  | 2023. május 4. |

### 3. évad
| #   | #  | Eredeti cím                   | Magyar cím | Rendező            | Író               | Animáció                | Eredeti premier   | Magyar premier    |
| --- | -- | ----------------------------- | ---------- | ------------------ | ----------------- | ----------------------- | ----------------- | ----------------- |
| 19. | 1. | The Duel: Payback             | TBA        | Takanobu Mizuno    | TBA               | Kamikaze Douga és ANIMA | 2025. október 29. | 2025. október 29. |
| 20. | 2. | The Lost Ones                 | TBA        | Hitoshi Hag        | TBA               | Kinema Citrus           | 2025. október 29. | 2025. október 29. |
| 21. | 3. | The Ninth Jedi: Child of Hope | TBA        | Naoyoshi Shiotani  | Naoyoshi Shiotani | Production I.G          | 2025. október 29. | 2025. október 29. |
| 22. | 4. | Yuko's Treasure               | TBA        | Masaki Tachibana   | TBA               | Kinema Citrus           | 2025. október 29. | 2025. október 29. |
| 23. | 5. | The Smuggler                  | TBA        | Masahiko Otsuka    | TBA               | Studio Trigger          | 2025. október 29. | 2025. október 29. |
| 24. | 6. | The Bounty Hunters            | TBA        | Ken Yamamoto       | TBA               | Wit Studio              | 2025. október 29. | 2025. október 29. |
| 25. | 7. | The Song of Four Wings        | TBA        | Hiroyasu Kobayashi | TBA               | Project Studio Q        | 2025. október 29. | 2025. október 29. |
| 26. | 8. | The Bird of Paradise          | TBA        | Tadahiro Yoshihira | TBA               | Polygon Pictures        | 2025. október 29. | 2025. október 29. |
| 27. | 9. | Black                         | TBA        | Shinya Ohira       | Shinya Ohira      | David Production        | 2025. október 29. | 2025. október 29. |

## Díjak és elismerések
| Év   | Díj                              | Kategória                                            | Díjazott | Eredmény | Forr.  |
| ---- | -------------------------------- | ---------------------------------------------------- | --- | -------- | ------ |
| 2022 | Annie-díj                        | Legjobb animációs televíziós műsor                   | Star Wars: Látomások ("A párbaj" c. epizódért)                                                                        | Jelölve  | [ 2 ]  |
| 2022 | Golden Reel Awards-díj           | Legjobb hangvágás (animációs sorozat vagy rövidfilm) | David W. Collins, Matthew Wood, Luke Dunn Gielmuda és Jana Vance ("A párbaj" c. epizódért)                            | Jelölve  | [ 3 ]  |
| 2022 | Primetime Creative Arts Emmy-díj | Legjobb rövid műsoridejű animációs műsor             | Star Wars: Látomások ("A párbaj" c. epizódért)                                                                        | Jelölve  | [ 4 ]  |
| 2022 | Golden Trailer Awards            | Legjobb animáció (családi, streaming)                | Star Wars: Látomások                                                                                                  | Jelölve  | [ 5 ]  |
| 2023 | Kidscreen-díj                    | Legjobb új sorozat                                   | Star Wars: Látomások                                                                                                  | Jelölve  | [ 6 ]  |
| 2023 | Kidscreen-díj                    | Legjobb animációs sorozat                            | Star Wars: Látomások                                                                                                  | Jelölve  | [ 6 ]  |
| 2023 | Venice TV-díj                    | Legjobb animáció                                     | Star Wars: Látomások ("Az anyád vagyok" c. epizódért)                                                                 | Elnyerte | [ 7 ]  |
| 2024 | Primetime Creative Arts Emmy-díj | Legjobb egyéni teljesítmény (animáció)               | Almu Redondo (a "Sikolycsúcs" c. epizódért)                                                                           | Elnyerte | [ 8 ]  |
| 2024 | Broadcast-díj                    | Legjobb gyerekműsor                                  | Star Wars: Látomások ("Az anyád vagyok" c. epizódért)                                                                 | Jelölve  | [ 9 ]  |
| 2024 | Annie-díj                        | Legjobb animációs effektek in (animációs tévéműsor)  | Jonatan Catalán, Alberto Sánchez, Phoebe Arjona, Virginia Cantaro és Rubén Hinarejos (a "Sith" c. epizódért)          | Jelölve  | [ 10 ] |
| 2024 | Annie-díj                        | Legjobb karakter animáció (animációs tévéműsor)      | Laurie Sitzia ("Az anyád vagyok" c. epizódért)                                                                        | Jelölve  | [ 10 ] |
| 2024 | Annie-díj                        | Legjobb rendezés (animációs tévéműsor)               | Paul Young (a "Sikolycsúcs" c. epizódért)                                                                             | Elnyerte | [ 10 ] |
| 2024 | Annie-díj                        | Legjobb vágás (animációs tévéműsor)                  | Richie Cody, ACE és BFE (a "Sikolycsúcs" c. epizódért)                                                                | Jelölve  | [ 10 ] |
| 2024 | Annie-díj                        | Legjobb zene (animációs tévéműsor)                   | Markus Wormstorm, Nadia Darries és Dineo du Toit (az "Aau dala" c. epizódért)                                         | Elnyerte | [ 10 ] |
| 2024 | Annie-díj                        | Legjobb díszlet (animációs tévéműsor)                | Carlos Salgado (a "Sith" c. epizódért)                                                                                | Jelölve  | [ 10 ] |
| 2024 | Golden Reel-díj                  | Legjobb hangvágás (animációs tévéműsor)              | David W. Collins, Kevin Bolen, Bill Rudolph, Alex Wilmer, Shelley Roden és Xiuzhu (Mimi) Guo ("A verem" c. epizódért) | Függőben | [ 11 ] |

## Látomások bemutatja
A 2025-ös Star Wars Celebrationön bejelentettek egy spin-off sorozatot Star Wars: Látomások bemutatja néven. Ez a sorozat a Látomások egyes epizódjait viszi tovább egy teljes évad erejéig. Az első ilyen évad az első felvonás ötödik részét, A kilencedik jedit viszi tovább és 2026-ban jelenik meg.